# Первомайский (Старополтавский район)
Первомайский — посёлок в Старополтавском районе Волгоградской области России, в составе Гмелинского сельского поселения. Бывший немецкий хутор Штуккерт. Посёлок расположен в степи восточнее села Гмелинка.
Население — 356 (2012)

## История
Основан как немецкий хутор Штуккерт (нем. Stuckert). Хутор относился к Харьковской (Верхне-Плёсовской) волости Новоузенского уезда Самарской губернии. После образования АССР немцев Поволжья населённый пункт был включён в состав Палласовского кантона. В 1935 году хутор включён в состав Гмелинского кантона АССР немцев Поволжья, образованного из северной части Палласовского кантона.
28 августа 1941 года был издан Указ Президиума ВС СССР о переселении немцев, проживающих в районах Поволжья. Немецкое население АССР немцев Поволжья депортировано, населённый пункт в составе Гмелинского района передан Сталинградской области. Впоследствии переименован в посёлок Первомайский.
В 1950 году в связи с ликвидацией Гмелинского района передан в состав Старополтавского района.

## Население
Динамика численности населения по годам:
| 1920 | 1926 | 1987 | 2002 |
| ---- | ---- | ---- | ---- |
| 93   | 93   | ≈450 | 342  |

| 2010 | 2012 |
| ---- | ---- |
| 313  | ↗356 |